# Andreas Turkat
Andreas Turkat (* 8. Juli 1961 in Kirchen (Sieg); † 4. Februar 2008 in Berlin) war ein Hamburger Politiker der Sozialdemokratischen Partei Deutschlands (SPD) und ehemaliges Mitglied der Hamburgischen Bürgerschaft.

## Leben und Politik
Turkat war während seiner Mitgliedschaft in der Hamburgischen Bürgerschaft als Student gemeldet. Er war in der 14. Wahlperiode von 1991 bis 1993 Mitglied des Parlamentes. Dort saß er für seine Fraktion im Ausschuss für Inneres und den öffentlichen Dienst, im Ausschuss für die Situation und Rechte von Ausländern sowie im Ausschuss für Wissenschaft und Forschung.